# Albatros Airlines
Albatros Airlines  (antes:Alianza Glancelot, C.A.), (IATA: G0, OACI: GAL, e indicativo Albatros Airlines), fundada en el año 2007 con el nombre comercial Albatros Airlines, que inició sus operaciones el 13 de mayo del 2010 es una aerolínea venezolana. 
Posee un Certificado de Explotador de Servicios Público de Transporte Aéreo, esta autorizada a operaciones de pasajeros, carga y correo Nacionales e Internacionales bajo las regulaciones RAV 121 expedido por el Instituto Nacional de Aeronáutica Civil (INAC). La flota actual de aeronaves está compuesta por aeronaves, Embraer 120 y McDonnell Douglas MD-80.

## Historia

### Fundación
La aerolínea se fundó bajo la razón social Alianza Glancelot C.A ., el 27 de diciembre de 2007 y opera bajo el nombre comercial Albatros Airlines. Recibió el Certificado de Explotador de Servicios Aéreos otorgado por el Instituto Nacional de Aeronáutica Civil el 13 de mayo de 2010, para realizar operaciones de transporte aéreo comercial, de pasajeros, carga y correo en operaciones nacionales e internacionales. Los fundadores quisieron expandir y conectar el sector oriental del país que se encontraba desatendido.
El 13 de mayo de 2010 la aerolínea realizó su primer vuelo comercial en aeronaves Cessna Caravan 208B, de 12 asientos, de nueva adquisición adquiridas en Cessna Aircraft Company, se estrenaron en la ruta Porlamar - Carúpano, ese mismo año se realizaron vuelos en la región oriental de Venezuela, con salidas desde Porlamar a los destinos Maturín, Cumaná, Barcelona, Güiría. Se realizaron vuelos a Los Roques con salidas desde Maiquetía y Maracay.
La aerolínea ha realizado vuelos chárter hacia varios destinos internacionales, Aruba, Curazao, Barranquilla, Puerto España, Haití, entre otros.
Durante mediados de 2010 y 2011, la aerolínea se dedicó exclusivamente al mercado corporativo, prestando servicio a diferentes empresas de traslado de pasajeros y/o carga en diferentes rutas nacionales.

### Expansión
El 27 de julio de 2012, se reemplazaron las aeronaves Cessna Caravan 208B por las aeronaves Embraer 120 de 30 asientos para los vuelos comerciales desde Porlamar, hacia Carúpano y Maturín, e incluyendo vuelos hacia Tucupita y Maracay, se realizaron rutas de Carúpano a Caracas.
En el proyecto de expansión de la compañía se realizó la adquisición de un Boeing 737-500 para aumentar su flota y sus servicios aéreos. Con él fin de operar vuelos hacia a San José de Costa Rica con dos frecuencias semanales, siendo el único vuelo directo entre Maiquetía y San José.
El 5 de diciembre de 2018, Albatros Airlines inicia los vuelos comerciales desde Caracas a Barranquilla, en frecuencia de jueves y domingos, sin escalas directo al Aeropuerto Internacional Ernesto Cortissoz.
El 12 de noviembre de 2019 la aerolínea recibió su primer Airbus A320-200 procedente de Montreal aterrizando en Porlamar, convirtiéndose en la segunda aerolínea comercial venezolana arrendando este tipo de aeronaves, después de Aeropostal Alas de Venezuela, aerolínea que operó bajo ese mismo esquema entre 1999 y 2001.
La compañía anunció en su plan de expansión para el año 2021 la incorporación de aeronaves de largo radio Boeing 777-200ER en Dry Lease, para la operación de vuelos hacia Europa, rutas tales como: Oporto y Roma.

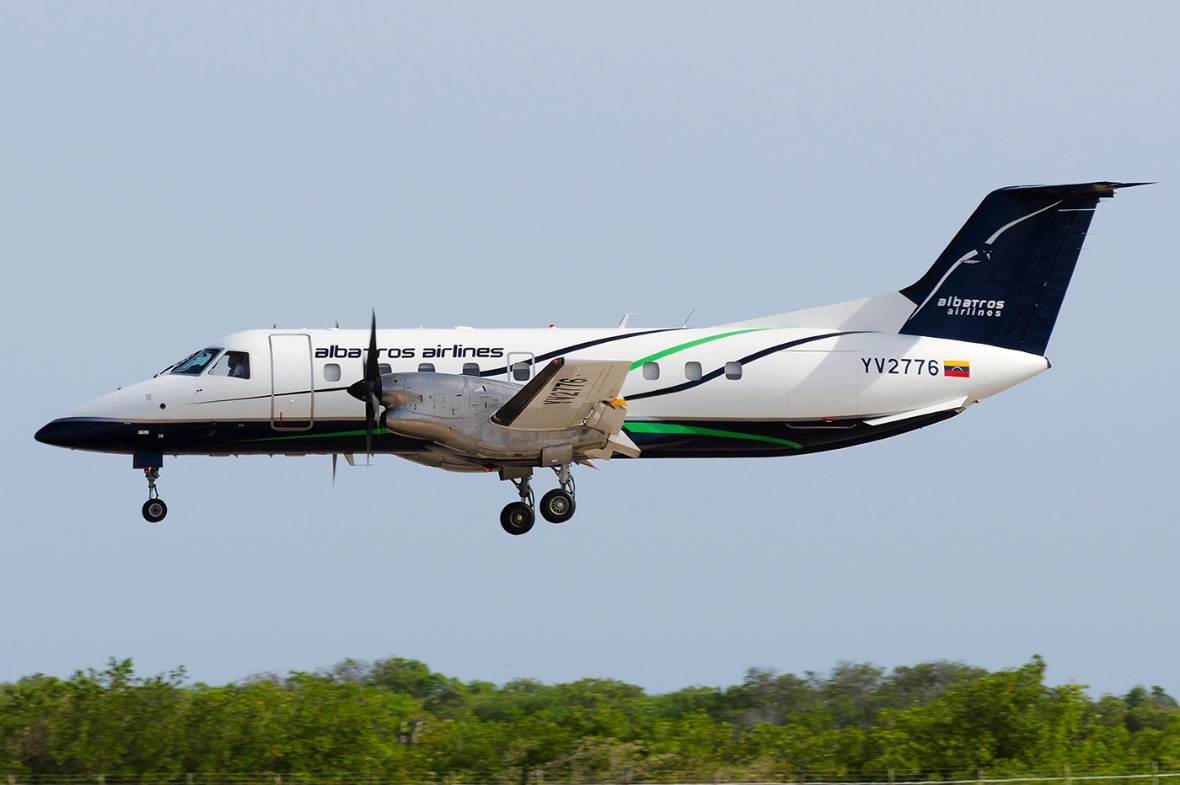
Embraer E120 Brasília de Albatros by Nella.

Tras el estallido de la pandemia del coronavirus (COVID-19) en marzo de 2020 y la imposición de restricciones sanitarias en Venezuela, la aerolínea suspendió todas las operaciones regulares y chárter. 

### Alianza con NELLA Airlines Group
El 19 de julio de 2021 se anunció que el holding brasileño-estadounidense NELLA Airlines Group realizó una alianza con Albatros Airlines, que lamentablemente no se pudo materializar debido a los obstáculos de índole jurídicos y mercantiles que antiguos propietarios colocaron con la intención de no materializar los acuerdos, llevando a rescindir los contratos en el proceso de inversión.
Luego de dos años sin volar, el 12 de enero de 2023 la aerolínea retomó sus operaciones comerciales con vuelos chárter turísticos desde Maracay y Barcelona (Venezuela) hacia Porlamar, operados con su único avión activo, el Embraer E120 Brasília matrícula YV2776.
El 16 de febrero de 2023, incorporó el primer birreactor McDonnell Douglas MD-80 a la flota y agregó dos nuevos destinos a su red de rutas chárter turísticas, Caracas y Valencia (Venezuela). En 2023, Albatros by Nella también prevé la reactivación de otro Embraer 120 Brasília, además de la incorporación de tres MD-80 más como parte de su proceso de expansión y reactivación de destinos.

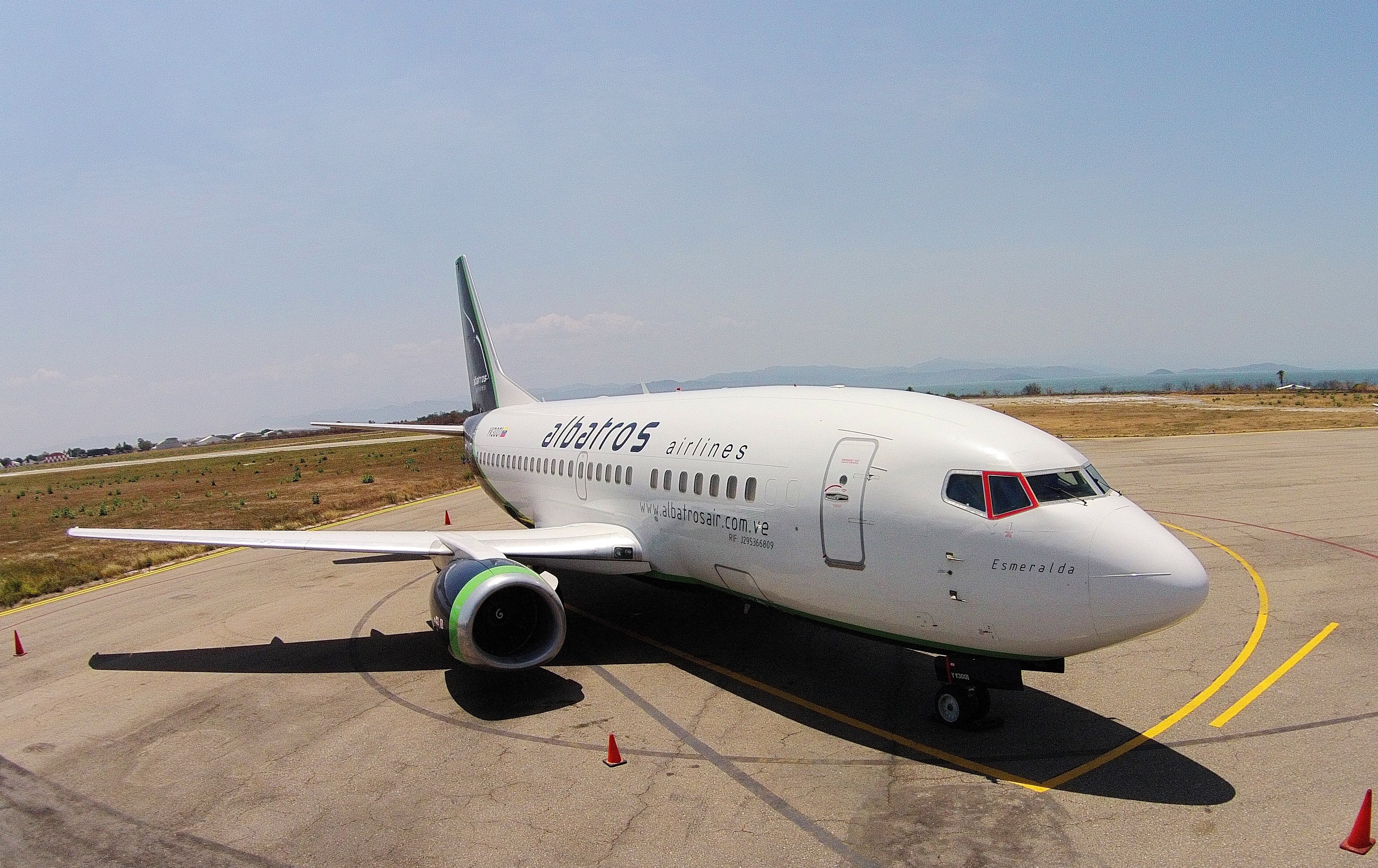
Boeing 737-500 de Albatros by Nella.

El 28 de febrero de 2023, Albatros informó a través de redes sociales que su único Boeing 737 bautizado como “Esmeralda” se encuentra en fase de pruebas luego de dos años sin volar y pronto regresará a la flota activa.

## Flota

### Flota actual
A abril de 2025, la flota de Albatros Airlines está compuesta por las siguientes aeronaves:
| Aeronaves                | En servicio | Estacionados | Pedidos | Pasajeros                                       | Pasajeros                                       | Pasajeros                                       | Matrículas                                      | Antigüedad                                      | Notas                                           |
| Aeronaves                | En servicio | Estacionados | Pedidos | C                                               | Y                                               | Total                                           | Matrículas                                      | Antigüedad                                      | Notas                                           |
| ------------------------ | ----------- | ------------ | ------- | ----------------------------------------------- | ----------------------------------------------- | ----------------------------------------------- | ----------------------------------------------- | ----------------------------------------------- | ----------------------------------------------- |
| Embraer EMB 120 Brasilia | —           | 1            | —       | —                                               | 30                                              | 30                                              | YV2776 «Cocoa bean»                             | 35,3 años                                       | Estacionado en MYC desde 2024                   |
| Total                    | —           | 1            | —       | Edad media de la flota (abril de 2025): 35 años | Edad media de la flota (abril de 2025): 35 años | Edad media de la flota (abril de 2025): 35 años | Edad media de la flota (abril de 2025): 35 años | Edad media de la flota (abril de 2025): 35 años | Edad media de la flota (abril de 2025): 35 años |

### Flota histórica

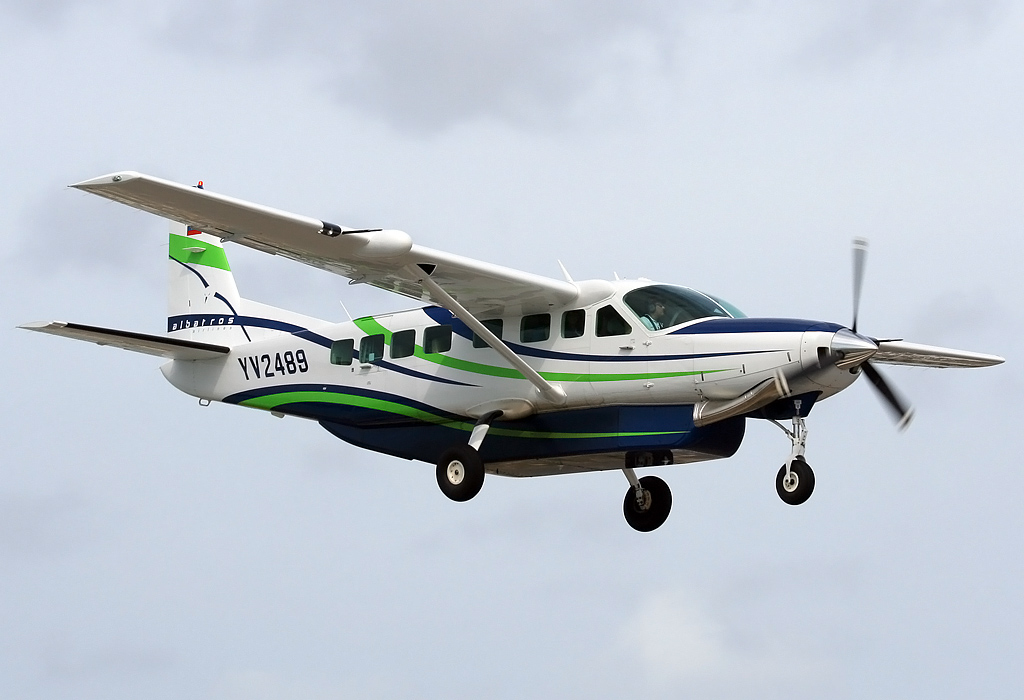
Cessna C208 Caravan de Albatros Airlines.

La aerolínea inició operaciones con un par de monomotores turbohélice Cessna 208 Caravan, con capacidad para 12 pasajeros, entregados directamente por el fabricante Textron Aviation. A finales de 2019, poco antes de la pandemia, Albatros by Nella incorporó una unidad Airbus A320, alquilado con tripulación de la aerolínea SmartLynx Estonia; sin embargo, debido al estallido de la pandemia, después de cuatro meses, fue devuelto al arrendador. En el segundo semestre del 2021, también incorporó brevemente otro A320 en wet-lease con la española Aura Airlines.

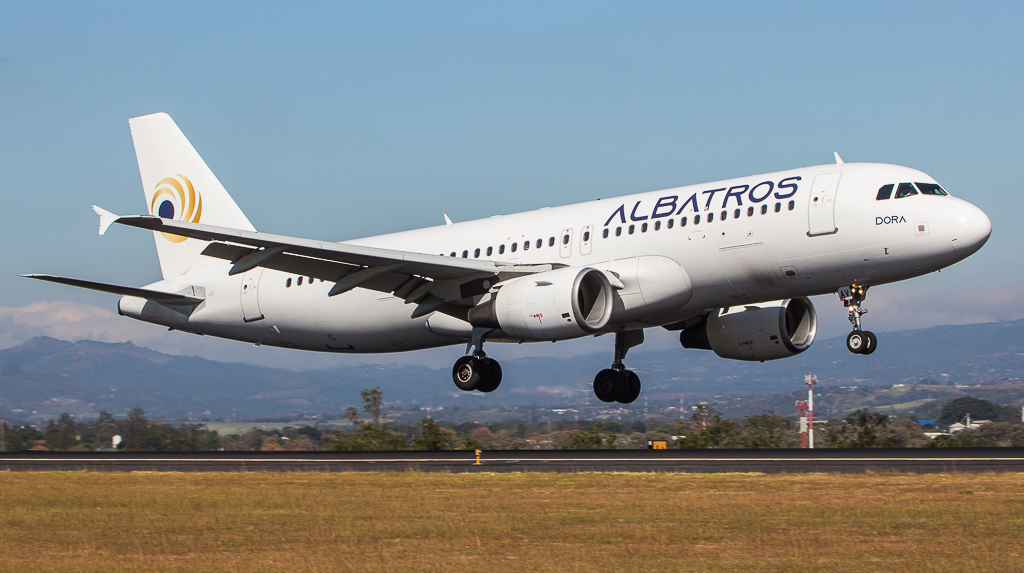
Airbus A320 de Albatros Airlines.

| Aeronaves                | Total | Introducido | Retirado | Matrículas     | Nota                                                                        |
| ------------------------ | ----- | ----------- | -------- | -------------- | --------------------------------------------------------------------------- |
| Airbus A320              | 2     | 2019        | 2021     | ES-SAV, EC-NMY | Alquidados con tripulación (wet-lease) de SmartLynx Estonia y Aura Airlines |
| Boeing 737-500           | 1     | 2015        | 2024     | YV3001         | Esmeralda                                                                   |
| Embraer EMB 120 Brasilia | 2     | 2012        | __       | YV2777, YV2814 | El Vagabundo (YV2814)                                                       |
| Cessna 208 Caravan       | 2     | 2009        | 2019     | YV2484, YV2489 | Wason                                                                       |

## Destinos
| Países                        | Destinos                  | Aeropuertos                                         | Desde               |
| ----------------------------- | ------------------------- | --------------------------------------------------- | ------------------- |
| Curazao                       | Willemstad                | Aeropuerto Internacional Hato                       | Las Piedras         |
| Venezuela                     | Caracas, Distrito Capital | Aeropuerto Internacional de Maiquetía Simón Bolívar | Las Piedras, Valera |
| Venezuela                     | Las Piedras, Falcón       | Aeropuerto Internacional Josefa Camejo              | Caracas             |
| Venezuela                     | San Felipe, Yaracuy       | Aeropuerto Internacional Subteniente Néstor Arias   | Caracas             |
| Venezuela                     | Valera, Trujillo          | Aeropuerto Internacional Antonio Nicolás Briceño    | Caracas             |
| Total: 5 destinos en 2 países |                           |                                                     |                     |